# Động đất Geiyo 2001
Động đất Geiyo 2001 (2001年芸予地震 Nisen-ichi-nen Gēyo Jishin) xảy ra vào lúc 15:27 (theo giờ địa phương), ngày 24 tháng 3 năm 2001. Trận động đất có cường độ địa chấn 6.7 richter, tâm chấn độ sâu khoảng 50km. Không có cảnh báo sóng thần cho trận động đất này. Nhưng trận động đất đã làm hai người chết, 288 người bị thương, hơn 3.700 tòa nhà bị hư hỏng ở Hiroshima.